# Châteauneuf-d'Oze
Châteauneuf-d'Oze is een gemeente in het Franse departement Hautes-Alpes (regio Provence-Alpes-Côte d'Azur) en telt 28 inwoners (2009). De plaats maakt deel uit van het arrondissement Gap.

## Geografie
De oppervlakte van Châteauneuf-d'Oze bedraagt 24,0 km², de bevolkingsdichtheid is dus 1,2 inwoners per km².
De onderstaande kaart toont de ligging van Châteauneuf-d'Oze met de belangrijkste infrastructuur en aangrenzende gemeenten.

## Demografie
Onderstaande figuur toont het verloop van het inwonertal (bron: INSEE-tellingen).
Vanwege een beveiligingsprobleem met de MediaWiki Graph-software is het momenteel niet mogelijk deze grafiek weer te geven. Zodra de software is bijgewerkt zal de grafiek vanzelf weer zichtbaar worden.